# Darrien Gordon
Darrien Jamal Gordon (Shawnee, 14 novembre 1970) è un ex giocatore di football americano statunitense che ha giocato nei ruoli di cornerback e punt returner nella National Football League (NFL).

## Biografia
Dopo avere giocato a football al college alla Stanford University, Gordon fu scelto come 22º assoluto nel Draft NFL 1993 dai San Diego Chargers. Vi trascorse quattro stagioni partendo sempre come titolare, arrivando nel 1994 fino al Super Bowl XXIX, perso contro i San Francisco 49ers. Quello fu il suo miglior anno con San Diego: fece registrare quattro intercetti e due fumble recuperati in difesa e segnò 2 touchdown su ritorno di punt, il massimo della lega in quella stagione.
Nel 1997, Gordon passò ai Denver Broncos, facendo registrare altri quattro intercetti di cui uno ritornato in touchdown, oltre a recuperare 4 fumble. Inoltre guidò ancora la lega con 3 touchdown su ritorno di punt. La squadra terminò la stagione regolare con un record di 12-4, andando a vincere il Super Bowl XXXII. Bissò il successo anche l'anno successivo nel Super Bowl XXXIII in cui Gordon ebbe un ruolo chiave nella vittoria per 34-19 sugli Atlanta Falcons. Intercettò per due volte il quarterback avversario Chris Chandler nella end zone durante il quarto periodo, ritornando il pallone per 108 yard complessive e i Broncos segnarono un touchdown in entrambi i possessi successivi, sigillando la vittoria. Quelle 108 yard su ritorno sono ancora un record del Super Bowl. Fondamentale era stato anche il suo apporto nella finale di conference di quell'anno contro i New York Jets, quando intercettò due passaggi di Vinny Testaverde e ritornò un punt per 36 yard, in un'azione poi conclusa con un touchdown di Terrell Davis.
Gordon trascorse le due stagioni successive con gli Oakland Raiders e una coi Falcons nel 2001. L'ultima la passò nel 2002 proprio coi Raiders, dove raggiunse nuovamente il Super Bowl XXXVII. Si ritirò dopo la sconfitta per 48-21 contro i Tampa Bay Buccaneers nella finalissima. Al momento del ritiro, le sue 3.601 yard su ritorno di punt erano il terzo massimo della storia della NFL.

## Palmarès

### Franchigia
- Super Bowl : 2

Denver Broncos: Super Bowl XXXII, Super Bowl XXXIII
- American Football Conference Championship: 4

San Diego Chargers: 1994
Denver Broncos: 1997, 1998
Oakland Raiders: 2002

### Individuale
- All-Pro: 4

1994, 1996, 1997, 2001
- PFWA All-Rookie Team - 1993

## Statistiche
| intercetti              | 19    |
| Yard su ritorno di punt | 3 598 |
| Touchdown su ritorno    | 6     |